# Paranoid (álbum)
Paranoid (en español: Paranoico) es el segundo álbum de estudio de la banda  de heavy metal Black Sabbath, lanzado al mercado el 18 de septiembre de 1970 a través de Vertigo Records. Originariamente su nombre iba a ser War Pigs, pero debido a presiones de la discográfica se cambió el nombre a Paranoid. Fue grabado y publicado en el año 1970, constituyendo el primer éxito de la banda, y en la actualidad es considerado un disco de culto. El disco llegó a ser número uno en el Reino Unido, y hoy en día sigue siendo el LP más vendido de Black Sabbath.

## Comentarios
Paranoid marcaría el punto cumbre de la carrera de Black Sabbath, un LP que figura en la lista de álbumes indispensables redactada por la revista Rolling Stone. Se trata en efecto de un disco de enorme calidad, tanto en su conjunto como en sus canciones de forma individual. Desde el punto de vista de las letras, es uno de los discos que enfoca de forma más negativa la condición humana. En la edición norteamericana, Luke's Wall y Jack the Stripper son la intro y el final de las canciones que acompañan. En las ediciones europeas no aparecen en los títulos.
En 2003, en una edición especial, la revista Rolling Stone posicionó el álbum en el puesto 130 de su lista de los 500 mejores álbumes de todos los tiempos.

### War Pigs
Es junto con "Paranoid" y "Iron Man" uno de los máximos exponentes sonoros del LP y de la propia discografía de Black Sabbath. El tema lanza durísimas críticas hacia la guerra de Vietnam, los militares y los políticos, calificándolos como bien dice el título de la canción de "cerdos de la guerra" y también calificándolos como cobardes a estos mismos.

### Paranoid
Se trata de un tema compuesto en apenas media hora en un descanso en las sesiones de grabación del álbum y que acabó siendo el tema más exitoso de Black Sabbath. Según Iommi, la banda se había ido por unas cervezas y él empezó a tocar; no había grabadoras y tenía miedo de que se le olvidara, por lo que estuvo tocando el riff hasta que los demás volvieron. Esta vez la canción nos traslada con su frenético riff a la desesperación existencial de un enfermo mental.

### Planet Caravan
Es una relajada y psicodélica composición donde Ozzy Osbourne muestra su voz más dulce y melancólica.

### Iron Man
Tema en cuyas letras se refleja la historia de un hombre que, viendo el fin de la humanidad, viaja al pasado para salvarla. En su viaje de vuelta al presente, se vuelve de acero al cruzar el campo magnético, perdiendo el habla y el movimiento. Cuando quiere advertir a la humanidad acerca del desastre, es ignorado, por lo que clama -y consigue- su venganza, desatando el fin que había venido a evitar. El factor clave de esta pieza es sin lugar a dudas su genial y singular riff, uno de los mejores y más conocidos de la historia, que se repite de forma hipnótica. Asimismo es destacable el excelente trabajo en la batería de Bill Ward, que imita con su tan particular estilo el riff de la guitarra.

### Electric Funeral
Es uno de los temas más siniestros de la discografía de Black Sabbath, donde dibuja un mundo devastado por la guerra nuclear con un excelente trabajo de los cuatro miembros que da como resultado una atmósfera que exhala pesimismo.

### Hand of Doom
Es la primera canción en la que Black Sabbath trata el tema de la adicción a las drogas.
La letra fue escrita por Geezer Butler mientras que la música fue escrita por los cuatro miembros. "Hand of Doom" es aceptada como una de las mejores canciones del álbum por muchos fans de Black Sabbath. Es el canto segundo más largo en el álbum detrás de "War Pigs". La canción fue concebida después de que la banda había observado un creciente número de soldados estadounidenses que llegan a Inglaterra a finales de 1960 a partir de la guerra de Vietnam con adicción a las drogas graves. Se trata de ellos tomar drogas para olvidar las atrocidades de la guerra, sólo para verlo ponerse al día con ellos y poco a poco destruirlos desde adentro.

### Rat Salad
Es un breve tema instrumental compuesto para el lucimiento de Tony Iommi y sobre todo de las baquetas de Bill Ward.

### Fairies Wear Boots
Es otra canción con un impecable trabajo del guitarrista Tony Iommi y con una letra que bromea respecto al abuso en el consumo de alucinógenos.

## Lista de canciones
Todas las canciones escritas y compuestas por Iommi, Osbourne, Butler, Ward. 
| Cara 1 |                  |          |  |
| N.º    | Título           | Duración |  |
| 1.     | «War Pigs»       | 7:55     |  |
| 2.     | «Paranoid»       | 2:50     |  |
| 3.     | «Planet Caravan» | 4:30     |  |
| 4.     | «Iron Man»       | 6:00     |  |
| 21:15  |                  |          |  |

| Cara 2 |                      |          |  |
| N.º    | Título               | Duración |  |
| 1.     | «Electric Funeral»   | 4:50     |  |
| 2.     | «Hand of Doom»       | 7:10     |  |
| 3.     | «Rat Salad»          | 2:30     |  |
| 4.     | «Fairies Wear Boots» | 6:15     |  |
| 20:45  |                      |          |  |

## Integrantes
- Tony Iommi - Guitarra eléctrica
- Ozzy Osbourne - Voz, flauta en "Planet Caravan"
- Geezer Butler - Bajo
- Bill Ward - Batería, congas en "Planet Caravan"

## Personal adicional
- Tom Allom - Ingeniero de sonido, piano en "Planet Caravan"
- Rodger Bain - Producción
- Brian Humphries - Ingeniero de sonido
- Marcus Keef - Diseño gráfico, fotografía

- Datos: Q271787